# Дарлингероде
Дарлингероде (нем. Darlingerode) — деревня в Германии, в земле Саксония-Анхальт. Входит в состав города Ильзенбург района Вернигероде. 
Население деревни составляет  1256 человек (на данные 2015 года). Занимает площадь около 6,47 км².
До 2009 года деревня имела статус общины (коммуны). Но 1 июля 2009 года вошла в состав города Ильзенбурга.

## Фотографии

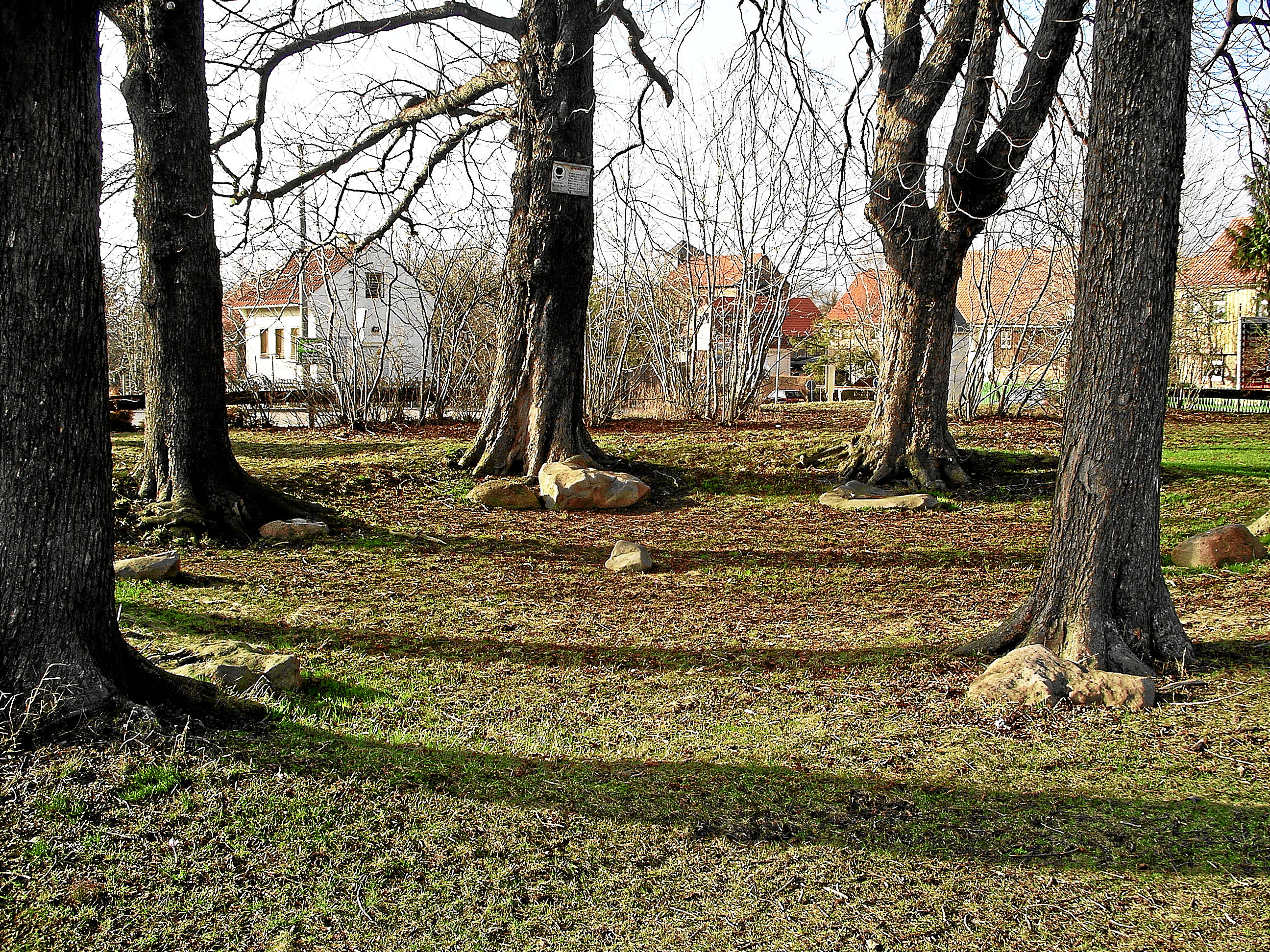
Парк
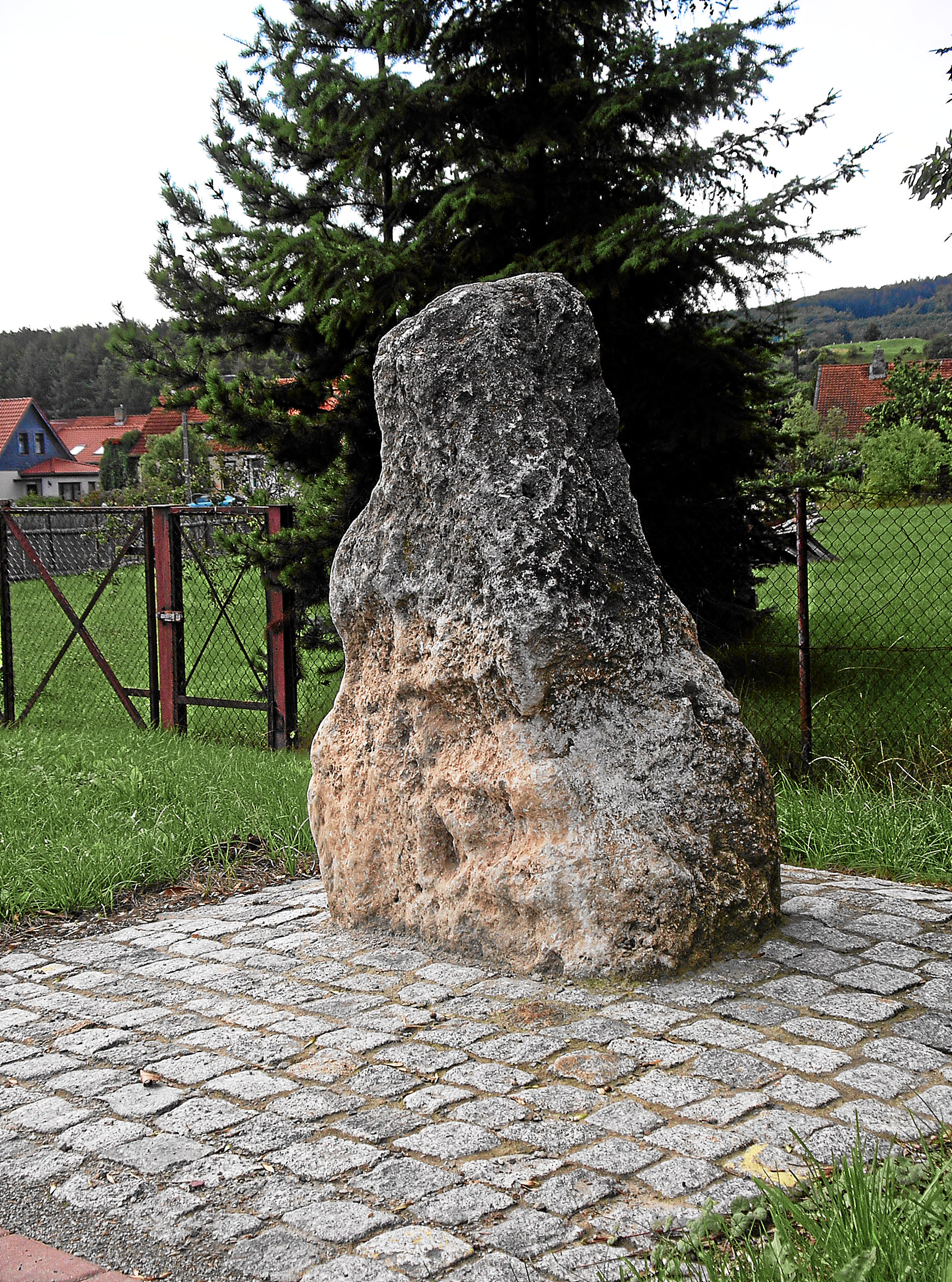
Мемориал
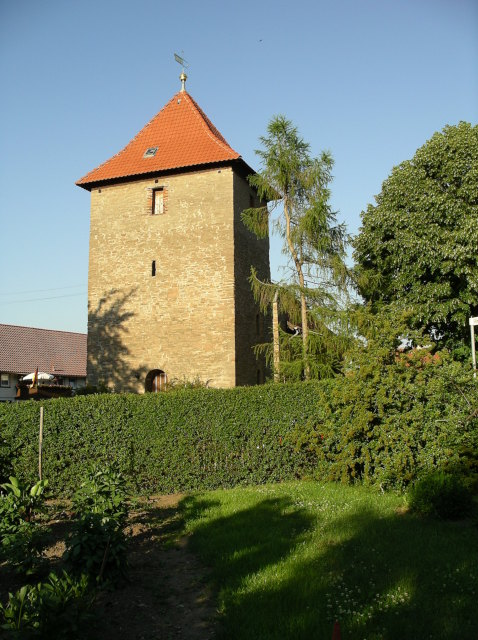
Башня